# 1997年世界短道速滑团体锦标赛
1997年世界短道速滑团体锦标赛于1997年4月4日-1997年4月6日在韩国首尔举行。世界短道速滑团体锦标赛由国际滑冰联盟主办，该组织还举办速度滑冰和花样滑冰世界杯和锦标赛。
男女各七支队伍，每队四名选手参加500米和1000米，前四名分别获得5、3、2、1分；每队有两名选手参加3000米，前七名分别获得8、6、5、4、3、2、1分；每场预赛由不同国家的选手组成，总成绩最好的四队晋级接力，接力前四分别获得13、7、5、3分；一旦犯规，赋予0分。

## 比赛结果
| 项目 | 金牌                                         | 银牌                                                                                   | 铜牌 |
| 男子 | · 金东圣 · 李浩应 · 金善台 · 李浚焕 · 全锡柱 | 日本 · 寺尾悟 · 植松仁 · 筱原佑刚 · 田村直也 · 植松纯                                  | 義大利 · 奥拉齐奥·法戈内 · 毛里齐奥·卡尔尼诺 · 米尔科·维耶尔曼 · 米凯莱·安东尼奥利 · 尼古拉·弗兰切斯基纳 |
| 女子 | · 元蕙敬 · 全利卿 · 安尚美 · 金润美 · 崔敏敬 | 加拿大 · 纳塔莉·朗贝尔 · 伊莎贝尔·沙雷 · 克里斯蒂娜·布德里亚 · 凯瑟琳·杜索 · 安妮·佩罗 | 日本 · 椿文子 · 勅使川原郁惠 · 小泽幸 · 山田乃玞子 · 田中千景                                            |

## 积分排名

### 男子
| 排名 | 国家   | 分数 |
| ---- | ------ | ---- |
| 金牌 |        | 57   |
| 銀牌 | 日本   | 40   |
| 銅牌 | 義大利 | 39   |
| 4    | 加拿大 | 38   |
| 5    | 中国   | 29   |
| 6    | 匈牙利 | 17   |
| 7    | 荷蘭   | 15   |

### 女子
| 排名 | 国家   | 分数 |
| ---- | ------ | ---- |
| 金牌 |        | 59   |
| 銀牌 | 加拿大 | 45   |
| 銅牌 | 日本   | 40   |
| 4    | 中国   | 33   |
| 5    | 荷蘭   | 25   |
| 6    | 義大利 | 22   |
| 7    | 奥地利 | 11   |

## 另请参阅
- 1997年欧洲短道速滑锦标赛
- 1997年世界短道速滑锦标赛